# L'esercito del selfie
L'esercito del selfie è un singolo del duo musicale italiano Takagi & Ketra, pubblicato il 16 giugno 2017.

## Antefatti
Pochi giorni prima della pubblicazione del brano è comparsa su Facebook una misteriosa pagina intitolata per l'appunto L'esercito del selfie. Per inaugurarla è stato pubblicato un video con Pippo Baudo.

## Descrizione
Per il loro debutto, il duo ha scelto un brano dalle sonorità anni sessanta completamente remixato in chiave moderna. Il testo è scritto da Tommaso Paradiso, che ha partecipato anche alla composizione del brano insieme agli stessi Takagi & Ketra, e ha visto la partecipazione vocale dei cantanti Lorenzo Fragola e Arisa.
Il brano è stato successivamente incluso nel secondo album di raccolta di Arisa Controvento - The Best Of.

## Video musicale
Il videoclip, diretto da Gaetano Morbioli, è stato pubblicato il 17 giugno 2017 attraverso il canale Vevo del duo e ha visto la partecipazione di Francesco Mandelli e Pippo Baudo.

## Tracce
Testi di Tommaso Paradiso, musiche di Alessandro Merli, Fabio Clemente e Tommaso Paradiso.
1. L'esercito del selfie (feat. Lorenzo Fragola & Arisa) – 3:07

## Classifiche
| Classifica (2017) | Posizione massima |
| ----------------- | ----------------- |
| Italia            | 4                 |
| Svizzera          | 53                |